# Cologne Grand Prix 1980
Il Cologne Grand Prix 1980 è stato un torneo di tennis giocato sul cemento indoor. È stata la 5ª edizione del Cologne Grand Prix, che fa parte del Volvo Grand Prix 1980. Si è giocato a Colonia in Germania, dal 27 ottobre al 2 novembre 1980.

## Campioni

### Singolare
Robert Lutz ha battuto in finale  Nick Saviano con il punteggio di 6–4, 6–0

### Doppio
Bernard Mitton /  Andrew Pattison hanno battuto in finale  Jan Kodeš /  Tomáš Šmíd con il punteggio di 6–4, 6–1